# Tamani
Tamani est une localité et une commune rurale malienne, chef-lieu d'arrondissement dans le cercle de Barouéli et la région de Ségou.

## Villages
La commune s'étend sur 14 localités relevées lors du recensement général de 2009. 
Les villages les plus peuplés sont :
- Tamani (2 987 habitants) ;
- N'Garna (1 555 habitants) ;
- Mion (1 407 habitants).